# As (chanson)
Pour les articles homonymes, voir As.
Singles par Stevie Wonder
Another Star
(1977) Send One Your Love
(1979)
Singles par George Michael
Outside
(1998) If I Told You That
(2000)
As est une chanson écrite et interprétée par l'auteur-compositeur-interprète Stevie Wonder. Enregistrée en 1974, elle apparait sur son album Songs in the Key of Life en 1976. Cinquième et dernier single de l'album, il se classe à la 36e position du Billboard Hot 100 et du classement R&B en 1977.
Elle est popularisée internationalement par George Michael et Mary J. Blige en 1999, leur reprise issue de Ladies & Gentlemen: The Best of George Michael atteignant le top 10 de plusieurs pays européens.

## Version de Stevie Wonder

### Contexte
Le 6 août 1973, Wonder se blesse dans un accident de voiture et pense se retirer de l'industrie musicale. Il déménage au Ghana pour aider les enfants défavorisés et travailler dans le domaine humanitaire. Cette période lui offre une nouveau point de vue sur la vie, découvrant une nouvel intérêt pour l'humanité et le monde qui l'entoure.
La chanson, qui tire son titre du premier mot de ses paroles, traite de l'amour entre le chanteur et sa partenaire, amour qui ne s'éteindra que lorsque l'impossible se réalisera (les océans recouvriront le sommet de toutes les montagnes, les dauphins voleront, 8×8×8 égalera 4, le Terre changera de sens de rotation,...).
Le site Smooth Radio décrit la chanson comme "l'une des plus optimistes que Wonder ait jamais écrite, une ode à la vie, à l'amour, à la beauté du monde qui nous entoure".

### Personnel
- Stevie Wonder – voix, chœurs, Fender Rhodes
- Nathan Watts[4] – basse, clapping
- Dean Parks[4] – guitare
- Herbie Hancock[4] – Fender Rhodes, clapping
- Greg Brown[4] – percussions
- Mary Lee Whitney[4] – chœurs
- Yolanda Simmons[5] - chœurs
- Dave Hanson, Yolanda Simon, Josette Valentino[5] – clapping

### Classement
Le single sort en octobre 1977 chez Tamla (réf. 54291). Il est réduit de 3 minutes 40 par rapport à la version de l'album, supprimant la partie gospel et l'outro.
| Classement (1977–78)                      | Meilleure position |
| ----------------------------------------- | ------------------ |
| États-Unis (Billboard Hot 100)            | 36                 |
| États-Unis (Billboard Adult Contemporary) | 24                 |
| États-Unis (Billboard R&B)                | 36                 |
| France (IFOP)                             | 33                 |
| Royaume-Uni (Official Chart Company)      | 53                 |

| Classement (2013) | Meilleure position |
| ----------------- | ------------------ |
| France (SNEP)     | 159                |

### Cérémonie des Oscars 2021
Lors de la 93e cérémonie des Oscars, Stevie Wonder interprète une nouvelle version de As (sous le titre I'll Be Loving You Always) accompagnant la vidéo InMemoriam, qui liste les personnes liées au cinéma disparues durant l'année précédente.

## Version de George Michael et Mary J. Blige
En 1998, George Michael et Mary J. Blige reprennent la chanson sur la compilation Ladies & Gentlemen: The Best of George Michael. Le titre sort le 1er mars 1999, en tant que second single de l'album. As entre dans le top 10 au Royaume-Uni, en Italie, en Espagne et aux Pays-Bas.
As n'est pas diffusé sur l'album de Michael dans sa version américaine. Selon Michael, Jay Boberg (en), le président de la maison de disques de Mary J. Blige, aurait demandé son retrait à la suite de l'arrestation de Michael pour comportement obscène dans des toilettes publiques. En 2019, Kirk Burrowes, producteur exécutif de Mary (le quatrième album de Blige), raconte à Rated R&B (en) qu'en réalité, Boberg ne souhaitait pas que George Michael utilise ce single pour promouvoir le lancement de son album aux États-Unis : "Cette décision irritait tout le monde chez Sony. Cela irritait George Michael. Mais personne ne pouvait contredire Jay Boberg. Il aurait dû le mettre sur l'album de Mary J Blidge, mais on ne pouvait pas car il ne laissait pas George Michael le mettre sur son album",.

### Accueil
Daily Record commente : "Michael opère un virage soul avec la diva Blige, mais l'ex-Wham! joue la sécurité avec cette troisième reprise de Stevie Wonder".

### Clip vidéo
Un clip est réalisé par Big TV!. Il met en scène Michael entrant dans un club où sont présents de nombreux doppelgangers de lui et de Blige en train de danser et boire.

### Formats
| - UK CD1 et K7 Single 1. As – 4:42 2. A Different Corner (live at Parkinson) – 4:28 - UK CD2 1. As (original) – 4:42 2. As (Full Crew mix) – 5:37 3. As (CJ Mackintosh remix) – 6:06 - CD single (Europe) 1. As – 4:42 2. A Different Corner (live de Parkinson) – 4:28 3. As (Full Crew mix) – 5:39 | - 33 tours (Europe) 1. As (original) – 4:42 2. As (Full Crew mix) – 5:37 - Maxi-CD single (Australie) 1. As (original) 2. As (Full Crew mix) 3. As (CJ Mackintosh Cosmack R&B mix) 4. As (CJ Mackintosh Cosmack club mix) 5. As (clip vidéo) 6. Outside (clip vidéo) 7. A Different Corner (clip vidéo du live de Parkinson) |

### Classements et récompenses

#### Classements hebdomadaires
| Classement (1999)                                           | Meilleure position |
| ----------------------------------------------------------- | ------------------ |
| Australie (ARIA)                                            | 45                 |
| Belgique (Flandre Ultratop 50 Singles)                      | 42                 |
| Belgique (Wallonie Ultratop 50 Singles)                     | 34                 |
| Danemark (IFPI)                                             | 12                 |
| Europe (Eurochart Hot 100)                                  | 12                 |
| Finlande (Suomen virallinen singlelista)                    | 14                 |
| France (SNEP)                                               | 27                 |
| Allemagne (Official German Charts)                          | 38                 |
| Hongrie (Mahasz)                                            | 9                  |
| Islande (Íslenski Listinn Topp 40)                          | 20                 |
| Irlande (IRMA)                                              | 12                 |
| Italie (Musica e dischi)                                    | 8                  |
| Pays-Bas (Dutch Top 40)                                     | 7                  |
| Pays-Bas (Single Top 100)                                   | 9                  |
| Nouvelle-Zélande (Recorded Music NZ)                        | 21                 |
| Écosse (OCC)                                                | 7                  |
| Espagne (PROMUSICAE)                                        | 5                  |
| Suède (Sverigetopplistan)                                   | 27                 |
| Suisse (Schweizer Hitparade)                                | 22                 |
| Royaume-Uni (Official Charts Company)                       | 4                  |
| Royaume-Uni (Official Hip Hop and R&B Singles Chart Top 40) | 2                  |
| États-Unis (Billboard Hot R&B/Hip-Hop Songs)                | 57                 |

#### Classement annuel
| Chart (1999)               | Position |
| -------------------------- | -------- |
| Europe (Eurochart Hot 100) | 88       |
| Pays-Bas (Single Top 100)  | 62       |
| Royaume-Uni (OCC)          | 84       |
| Royaume-Uni (Music Week)   | 6        |

#### Certifications
| Pays        | Certification | Ventes   |
| ----------- | ------------- | -------- |
| Royaume-Uni | Or            | +400.000 |

## Autres versions

### Reprises classées
- En 1989, Farley Jackmaster Funk avec le chant de Ricky Dillard (en) créent une version dance intitulée As Always. Elle atteint la 49e position de l'OCC[33].
- En 1992, Secret Life (en) reprend la version de Jackmaster Funk, entrant elle aussi dans le classement officiel du Royaume-Uni et culminant à la 45e place[33].

### Autres reprises
Informations issues de SecondHandSongs, sauf mentions complémentaires.
On dénombre plus de 50 versions,, dont :
- Sister Sledge, sur Together (en)(1977),
- Gene Harris, sur Tone Tantrum (en) (1977),
- Kimiko Kasai (en) et Herbie Hancock[36], sur Butterfly (1979),
- Le violoniste Jean-Luc Ponty, sur Mystical Adventures (en) (1982)[37],
- Le saxophoniste Najee, sur son album hommage Songs from the Key of Life (1995),
- Nichole Nordeman (en), sur This Mystery (en) (2000),
- Michael Bolton, sur Only a Woman Like You (2002),
- Amel Bent avec Julien Chagnon, sur son single Ma Philosophie (2004)[38],
- Camille (en), sur son album hommage I Sing Stevie: The Stevie Wonder Songbook[39] (2014),
- Bill Wurtz (2017)[40],
- Becca Stevens avec Jacob Collier, sur Regina (2017).

## Utilisation dans les médias

### Cinéma et séries
Sauf indication contraire, les informations mentionnées dans cette section peuvent être confirmées par la base de données cinématographiques IMDb,  présente dans la section « Liens externes ».
- En 1984, Sister Sledge interprète As dans un épisode de The Jeffersons (saison 10, épisode 16)[41],
- En 1999, dans la série Suave Veneno (en),
- En 1999, dans Le Mariage de l'année, de Malcolm D. Lee,
- En 2002, dans Chiens des neiges, de Brian Levant,
- En 2004, dans Le prince de Greenwich Village de David Duchovny,
- En 2006, dans la série Will et Grace (saison 8, épisode 15),
- En 2013, dans Black Nativity, de Kasi Lemmons,
- En 2013, dans Le Mariage de l'année, 10 ans après, de Malcolm D. Lee.

### Sampling
Informations issues de WhoSampled, sauf mentions complémentaires.
- En 1994, Armand Van Helden reprend As en guise d'introduction de son morceau Alright issu de son premier album Old School Junkies : The Album,
- En 1996, Case utilise les chœurs du morceau pour son single I Gotcha issu de son premier album Case (en),
- En 1998, Michael Watford, sur son titre homonyme As,
- En 1999, Passion (en), dans son titre Until the Day sur son album Blame It On the Game.